# Max Nonne
Max Nonne, né le 31 janvier 1861 à Hambourg, décédé en 1959 est un médecin neurologue allemand.

## Sa carrière résumée
Il fait ses études de médecine à l'université de Heidelberg, de Fribourg-en-Brisgau, et de Berlin. Il obtient son doctorat à l'université de Hambourg en 1884. Il travaille sous la direction de Wilhelm Erb comme médecin assistant à la clinique médicale d'Heidelberg, puis collabore avec Johannes Friedrich August von Esmarch à la clinique de chirurgie de Kiel. En 1889 il s'installe comme neurologue en pratique privée à Hambourg. La même année, il devient médecin-chef du département de médecine interne à l'hôpital de la Croix-Rouge. En 1896 il prend le poste de directeur du département de neurologie à l'hôpital universitaire d'Hambourg-Eppendorf (de), dans le quartier d'Eppendorf.
Nonne est nommé professeur titulaire de neurologie en 1913 et en 1919 responsable de l'enseignement de neurologie à l'université de Hambourg récemment fondée. Il y est nommé professeur ordinaire 1925.
Max Nonne fut l'un des quatre médecins allemands appelés au chevet de Lénine durant la phase terminale de sa maladie.

## Éponymie
- Réaction de Nonne-Apelt : une méthode sensible pour démontrer la présence de fibrine dans le liquide céphalo-rachidien.
- Maladie de Nonne-Milroy-Meige : une forme chronique familiale de lymphœdème des membres.